# Huernia pendula
Huernia pendula är en oleanderväxtart som beskrevs av Eileen Adelaide Bruce. Huernia pendula ingår i släktet Huernia och familjen oleanderväxter. Inga underarter finns listade i Catalogue of Life.